# Johannes Italos
Johannes Italos (griechisch Ἰωάννης ὁ Ἰταλός; * um 1025 in Süditalien; † nach 1082) war ein byzantinischer Philosoph.
Johannes kam 1049 mit seinem Vater, einem normannischen Söldner, nach Konstantinopel, wo sein Vater in den Dienst von Kaiser Konstantin IX. trat. Dort wurde Johannes Schüler des führenden Gelehrten Michael Psellos, bei dem er die Lehren Platons sowie der spätantiken Neuplatoniker Iamblichos und Proklos studierte. Im Jahr 1055 wurde er Nachfolger des Psellos als Konsul der Philosophen an der kaiserlichen Schule in Konstantinopel. Fortan erteilte er dort wie sein Vorgänger Unterricht in allen Bereichen der Philosophie. Zu seinen Schülern zählten der spätere Kaiser Michael VII. (1071–1078) und dessen Bruder und Mitkaiser Andronikos Dukas sowie Eustratios von Nikaia, der später Metropolit von Nikaia wurde.
Johannes wurde 1076/1077 wegen Häresie angeklagt, aber auf Intervention von Kaiser Michael VII. freigesprochen. Eine erneute Anklage im Jahr 1082 führte jedoch zu seiner Verurteilung. 

## Ausgaben
- Gregor Cereteli (Hrsg.): Ioannis Itali Opuscula Selecta. Band 1: De arte dialectica, Band 2: De syllogismis. De arte rhetorica. Tbilissi 1924–1926.
- Quaestiones Quodlibetales. Erstausgabe von Perikles Ioannou, 1956.
- Opera, hrsg. von N. Kečakmadze. Tbilissi 1966.